# Домбрувка (Зеленогурський повіт)
Домбрувка (пол. Dąbrówka, нім. Dorotheenau) — село в Польщі, у гміні Каргова Зеленогурського повіту Любуського воєводства.
Населення — 112 осіб (2011).
У 1975-1998 роках село належало до Зеленогурського воєводства.

## Демографія
Демографічна структура станом на 31 березня 2011 року:
|          | Загалом | Допрацездатний вік | Працездатний вік | Постпрацездатний вік |
| -------- | ------- | ------------------ | ---------------- | -------------------- |
| Чоловіки | 48      | 9                  | 34               | 5                    |
| Жінки    | 64      | 17                 | 37               | 10                   |
| Разом    | 112     | 26                 | 71               | 15                   |